# Euroliga 1997./98.
Ovo je 41. izdanje elitnog europskog klupskog košarkaškog natjecanja. Nakon dvije faze natjecanja po skupinama igrane su osmina završnice i četvrtzavršnica. Hrvatski predstavnik Split ispao je u prvoj fazi, a Cibona u drugoj. Završni turnir održan je u Barceloni od 21. do 23. travnja 1998.

## Završni turnir

### Poluzavršnica
- Partizan -  Virtus Bologna 61:83
- Pallacanestro Treviso -  AEK Atena 66:69

### Završnica
- Virtus Bologna -  AEK Atena 58:44

- europski prvak:  Virtus Bologna (prvi naslov)
  - sastav ([1]): Predrag Danilović, Claudio Crippa, Alessandro Abbio, Radoslav Nesterovič, Enrico Ravaglia, Hugo Sconochini, Augusto Binelli, Zoran Savić, Riccardo Morandotti, Antoine Rigaudeau, Alessandro Frosini, Steve Hansell, Matteo Panichi, trener Ettore Messina